# Liv och Horace i Europa
Liv och Horace i Europa var en svensk tv-serie i sex delar från 2016 med Horace Engdahl och Liv Strömquist. 
En andra säsong visades på SVT 2017. Serien producerades för Sveriges Television av produktionsbolaget Helmersson & Linna.  